# 銀座久兵衛
銀座久兵衛（ぎんざきゅうべえ）は株式会社久兵衛が運営し東京都中央区銀座に本店を構える寿司屋。1935年に今田壽治によって創業され、与志乃、奈加田とともに銀座御三家と称された高級寿司店で、軍艦巻の考案など新しい江戸前寿司のスタイルを提供したことで知られる。今日に至るまで北大路魯山人や志賀直哉、バラク・オバマなど国内外の要人に利用されてきた。また、のれん分けにより鮨かねさかの金坂真次、すし縁の遠藤尚人、鮨竜介の山根竜介、寿し処寿々の藤居陽一郎など多くの寿司職人を輩出した。

## 沿革

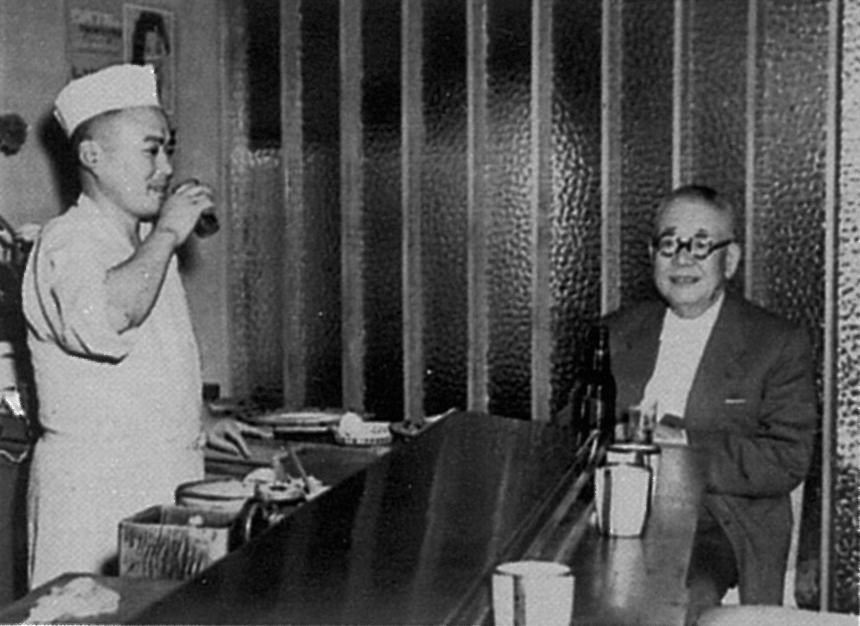
今田壽治（左）と魯山人（1950年代）

1926年、16歳の時に秋田県から上京した今田壽治は木挽町（銀座）に店を構える美寿志に弟子入りし、寿司職人としての技術を磨き、1935年に実業家浅野総一郎、天一の矢吹勇雄らの支援を受けて独立を果たした。自身の「壽」（ひさ）に通じる幼少期のあだ名より店名を「久兵衛」とした。1941年にはそれまで寿司ネタには適さないとされてきたウニやイクラを海苔で巻いたシャリの上に乗せて提供する軍艦巻を考案し、脚光を浴びた。1951年頃より美食家として知られる北大路魯山人と出会ったことにより、白身魚に柑橘類を絞る他分野の手法などを江戸前寿司に取り込むようになった。
1985年に今田壽治が逝去し、息子の今田洋輔が二代目主人となると、当時の高級店で一般的だった「一見さんお断り」や「時価」といった不明瞭な値段設定を廃して平等に顧客を扱い、明瞭な会計設定による顧客獲得と経営拡大を目指すようになった。店舗の大型化や多店舗化を行い、ホテルオークラ、京王プラザホテル、ホテルニューオータニなどへのテナント出店を果たす。2012年には寿司文化の定着と後世指導が評価され、厚生労働省の「現代の名工」に店主の今田洋輔が選出されるに至った。しかし、こうした経営拡大路線により寿司職人の分業化が進み、寿司工程全体が見えなくなった職人が増えてしまった要因になったとの批判もある。
2018年、ホテルオークラの新館開業に伴い指定された新しい入居場所を巡って、ホテルオークラと銀座久兵衛で訴訟騒動に発展している。2021年12月27日、東京地方裁判所は久兵衛側の訴えを退けた。一審判決後、久兵衛は出店場所に関する訴えは取り下げ、損害賠償を訴える請求のみ継続したが敗訴した。その後上告したが2023年2月16日に最高裁判所、岡正晶裁判長により上告が棄却された。

## 店舗一覧
2020年6月現在、銀座本店をはじめ、港区、千代田区など7店舗で経営を行っている。
| 項番 | 本支店名                     | 所在                   | 備考                                   |
| ---- | ---------------------------- | ---------------------- | -------------------------------------- |
| 1    | 銀座本店                     | 東京都中央区銀座       |                                        |
| 2    | 銀座新館                     | 東京都中央区銀座       |                                        |
| 3    | ホテルオークラ東京店         | 東京都港区虎ノ門       | ホテルオークラ東京プレステージタワー4F |
| 4    | 京王プラザホテル店           | 東京都新宿区西新宿     | 京王プラザホテル本館7F                 |
| 5    | ホテルニューオータニ本館     | 東京都千代田区紀尾井町 | ホテルニューオータニメインロビー階     |
| 6    | ホテルニューオータニタワー店 | 東京都千代田区紀尾井町 | ホテルニューオータニタワーロビー階     |
| 7    | 帝国ホテル大阪店             | 大阪府大阪市北区天満橋 | 帝国ホテル大阪24F                      |